# Arroyomolinos de la Vera
Arroyomolinos de la Vera ist ein spanischer Ort und eine Gemeinde (municipio) mit 426 Einwohnern (Stand: 2024) in der Provinz Cáceres in der autonomen Gemeinschaft Extremadura.

## Lage und Klima
Arroyomolinos de la Vera liegt knapp 100 km (Fahrtstrecke) nordnordöstlich der Provinzhauptstadt Cáceres in einer Höhe von ca. 615 m. 

## Bevölkerungsentwicklung
| Jahr      | 1900 | 1950 | 1970 | 1981 | 1991 | 2001 | 2011 | 2021 |
| Einwohner | 726  | 1254 | 961  | 772  | 671  | 555  | 486  | 433  |

## Wirtschaft
Die Landwirtschaft incl. der Viehzucht (ganadería) bildet die Wirtschaftsgrundlage der Gemeinde; infolgedessen haben sich einige kleinere verarbeitende Betriebe angesiedelt.

## Sehenswürdigkeiten

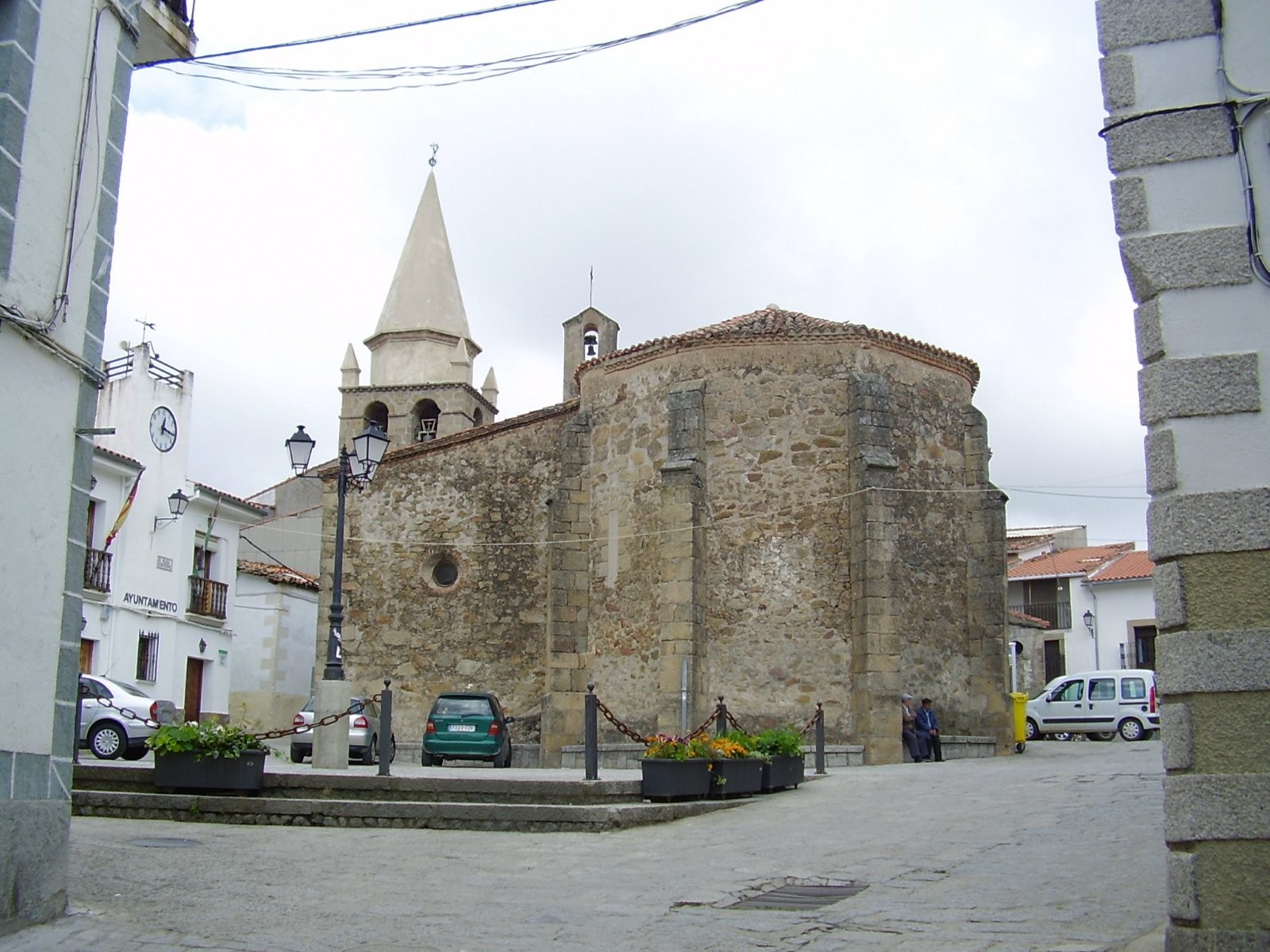
Nikolauskirche
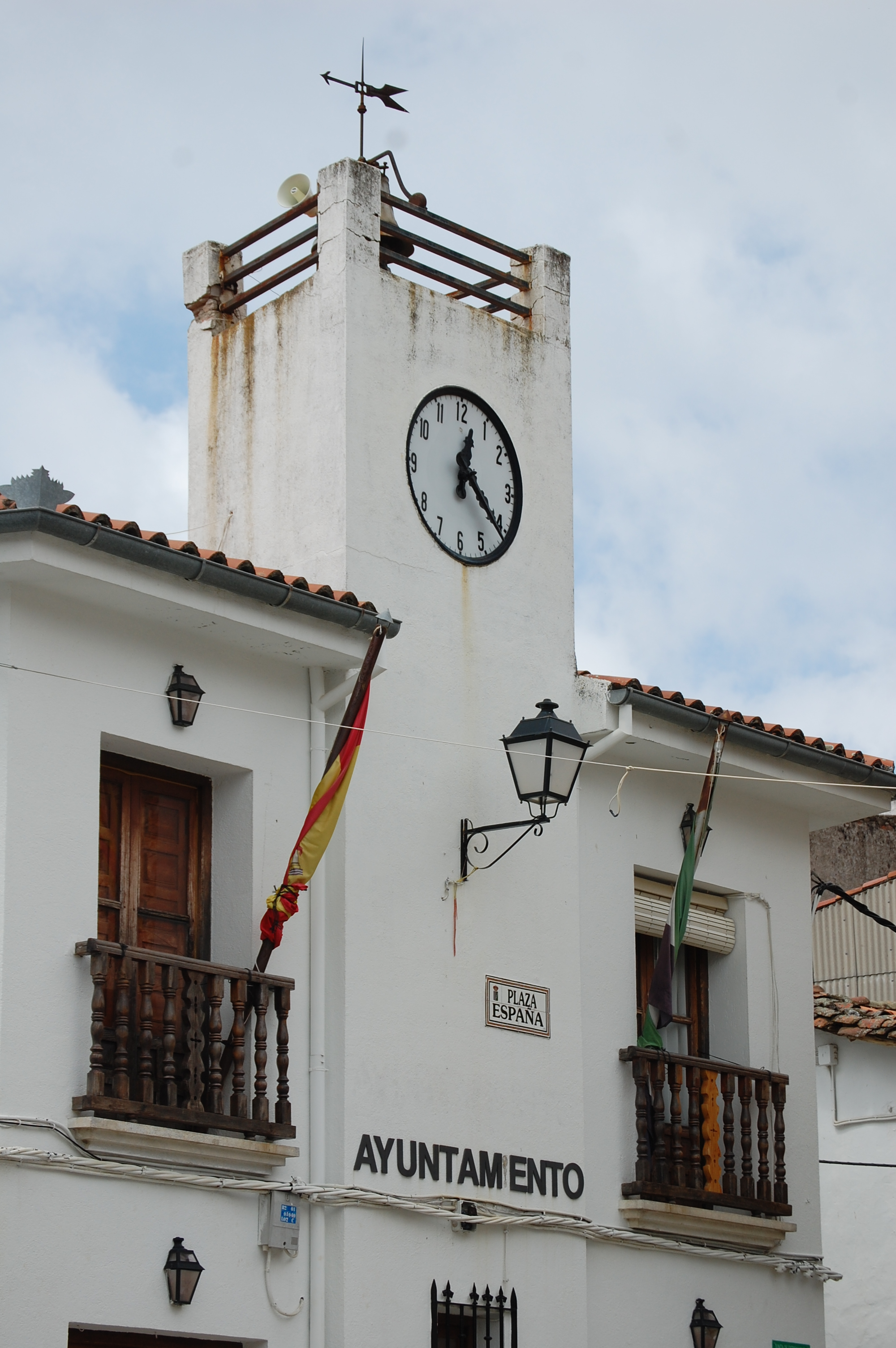
Rathaus

- Nikolauskirche
- Rathaus